# Tribuzy
Tribuzy es una banda de heavy metal y power metal brasileña liderada por Renato Tribuzy. La agrupación logró prominencia tras realizar una gira con el cantante Bruce Dickinson de Iron Maiden y con el guitarrista y productor discográfico Roy Z. Un álbum en vivo con dicha presentación, titulado Execution - Live Reunion, fue publicado en mayo de 2007. Otros famosos músicos del género han colaborado en grabaciones y presentaciones en vivo de la banda como Roland Grapow, Kiko Loureiro, Michael Kiske y Ralf Scheepers.

## Músicos
- Renato Tribuzy - Voz
- Flavio Pascarillo - Batería
- Ivan Guilhon - Bajo
- Eduardo Fernandez - Guitarra
- Frank Schieber - Guitarra

### Miembros anteriores
- Gustavo Silveira - Guitarra

### Músicos invitados
- Bruce Dickinson - Voz
- Ralf Scheepers - Voz
- Michael Kiske - Voz
- Mat Sinner - Voz
- Roy Z - Guitarra
- Roland Grapow - Guitarra
- Kiko Loureiro - Guitarra
- Chris Dale - Bajo
- Sidney Sohn - Batería

## Discografía
- Execution (2005)
- Execution – Live Reunion (2007)